# Luigi Maria Torregiani
Luigi Torrigiani (Florència, 18 d'octubre de 1697 – Roma, 6 de gener de 1777) va ser un cardenal italià, Secretari d'Estat.

## Biografia
Nascut a Florència el 18 d'octubre de 1697, era fill del marquès Giovanni Francesco Torriggiani i la seva dona, Teresa del Nero. Va ser l'últim membre de la seva família que estava relacionat amb el Papa Lleó XI.
Admès a la Pontifícia Acadèmia d'Eclesiàstics Nobles el 1716, va ser nomenat secretari legal del Tribunal de la Signatura Apostòlica el 4 de setembre de 1721 i després governador de Rieti del 23 de setembre 1721 fins a octubre de l'any següent. Governador de Città di Castello des del 17 d'agost de 1722 fins al març de 1728, va esdevenir representant de la Sacra Congregació de la Sacra Consulta Seu des del març d'aquest any.
Prelat de la Congregació per a la immunitat, va ser enviat a Perusa com Comissari General de comissions de les tropes espanyoles que estaven creuant el Itàlia de febrer a novembre de 1734. Secretari de la Congregació per al Comerç d'Antona en 1735, també va ser responsable de l'elaboració dels comptes de les despeses de les legacions de Ravenna i Ferrara des d'octubre de 1736. Secretari de la Sagrada Congregació per a la Immunitat partir d'abril de 1737, es va convertir en secretari de la Sagrada Congregació de la Santa Seu al setembre de 1743 i nomenat protonotari apostòlic supernumerari des de juny de 1746.
Creat cardenal diaca al consistori del 26 de novembre de 1753, el 10 de desembre d'aquell mateix any va rebre el capel cardenalici i la diaconia dels Sants Cosme i Damià. El 22 d'abril de 1754 va optar per la diaconia de Santi Vito i Modest, rebent els ordes menors l'1 de juny d'aquell any i el sotsdiaconat l'endemà. Va participar en el conclave de 1758, en què va ser elegit el papa Climent XIII. Designat pel nou Papa cardenal secretari d'Estat el 8 d'octubre de 1758, es va mantenir en el càrrec fins al 2 de febrer de 1769 i, mentrestant, el 22 d'abril 1765, optà per la diaconia de Santa Àgata al Suburra. Va participar en el conclave de 1769, on s'elegí el papa Climent XIV i al 1774 - 1775, quan va ser elegit Pius VI. Secretari de la Santa Consulta de la Inquisició Romana i Universal des del 22 de febrer de 1775, va romandre en el càrrec fins a la seva mort.
Quan els seus dos germans grans van morir sense deixar hereus es va convertir en marquès i va obrir la qüestió de com transmetre el títol, obtingut gràcies a la pressió de Luigi sobre Clement XIII (1768), en crisi després de només dues generacions.
Va ser el propi cardenal qui decidí què fer, deixant en el seu testament la propietat familiar i el títol al segon fill de la seva neboda, Teresa Maria Torrigiani casada amb Giovanbattista Guadagni, sempre que renunciés al cognom patern prenent el de la seva mare: i així va ser que Pietro Guadagni es va convertir en el ric marquès Pietro Torrigiani. Eren part de la seva terrenys i edificis per tota la Toscana, granges, sis viles (de Panna, de Galliano, de Castelfiorentino, de San Martino alla Palma, de Quinto Alto i de Camigliano) i tres palaus a Florència (el Palazzo Bartolini-Torrigiani, el Casino a via del Campuccio i el Palazzo Torrigiani in via Romana), a més d'altres propietats immobiliàries, la riquesa monetària i les rendes.
El 6 de gener de 1777 va morir a Roma, i el seu cos va ser exposat al públic i després sepultat a l'església de San Giovanni dei Fiorentini de Roma, a la tomba que ell mateix havia encarregat la construcció.